# Lelesz község
Lelesz község (románul: Comuna Lelese) község Hunyad megyében, Romániában. Központja Lelesz, beosztott falvai Cserisor, Nagyrunk, Szohodol.

## Népessége
A 2011-es népszámlálás adatai alapján a község népessége 406 fő volt.